# Lev Narysjkin
Lev Aleksandrovitsj Narysjkin (Russisch: Лев Александрович Нарышкин) (Sint-Petersburg, 5 februari 1785 – Napels, 29 november 1846) was een Russisch generaal ten tijde van de napoleontische oorlogen.

## Biografie
Lev Narysjkin werd geboren in een belangrijke Russische adellijke familie en hij verkreeg thuis zijn scholing van de Jezuïeten. Hij startte met zijn carrière aan het keizerlijke hof waar hij op 26 maart 1799 de positie van kamerheer verkreeg. Narysjkin maakte vervolgens de overstap naar het leger waar hij de rang van luitenant kreeg bij het Preobrazjenski-regiment in 1803. Vier jaar later werd hij ritmeester bij het huzarenregiment van de Russische Keizerlijke Garde.
Narysjkin nam in 1807 aan de militaire campagne van dat jaar en vocht bij Guttstadt, Heilsberg en Friedland. Bij deze laatste slag raakte hij gewond en verkreeg hij als aandenken een gouden zwaard. Hij keerde vervolgens weer terug aan het keizerlijk hof waar hij de komende vier jaar actief zou blijven. Op 9 april 1812 keerde Narysjkin terug bij de huzaren als ritmeester. Tijdens de Veldtocht van Napoleon naar Rusland maakte hij onderdeel uit van het Eerste Westelijke Leger en vocht hij mee in de slagen bij Vitebsk, Ostrovno, Smolensk en Borodino. Bij deze laatste slag raakte hij gewond aan het hoofd.
De Fransen namen hem vervolgens gevangen, maar werd in november 1812 bevrijd in Vitebsk. Hij nam vervolgens deel aan de Slag aan de Berezina. Op 1 december 1812 kreeg hij de promotie tot kolonel en leidde een cavalerieregiment bij de Slag bij Großbeeren en Dennewitz. Narysjkin raakte gewond bij de Slag bij Leipzig, maar werd vervolgens gepromoveerd tot majoor-generaal en kreeg het commando over een brigade kozakken.
Aan het hoofd van die kozakken trok hij in november 1813 Nederland binnen. Hij trok eerst op richting Deventer en Zwolle, deze laatste stad bereikte hij op 20 november. Op 29 november trok hij vervolgens Utrecht binnen nadat de Fransen deze stad verlaten hadden. Narysjkin voerde vervolgens ook enkele acties uit in Noord-Frankrijk en maakte vervolgens deel uit van de bezettingsmacht van Michail Vorontsov. Hij keerde pas in 1818 terug naar Rusland.
Hij verliet in 1824 de militaire dienst en diende de volgende negentien jaar van zijn leven wederom aan het keizerlijk hof. In 1843 keerde hij weer terug bij het leger en kreeg in 1844 de positie van luitenant-generaal. Tijdens een bezoek aan Napels overleed hij aldaar op 29 november 1846. Narysjkin werd begraven in Sint-Petersburg.